# Lactal
Lactal är ett preparat som används för att minska illaluktande flytningar som kan uppstå i kvinnors underliv på grund av ett för högt pH.
Preparatet har två verksamma ämnen, mjölksyra och glykogen, vilka tillsammans bygger upp en god kultur av mjölksyrebakterier och återställer nivån av mjölksyra.